# Eupithecia lanceata
Eupithecia lanceata (conocida en Europa como polilla lanceolada, por la forma en lanza de sus alas), es una especie de polilla de la familia Geometridae. La especie fue descrita por primera vez por Jacob Hübner habiendo sido descrita en 1825. Tiene gran distribución en el Paleártico, desde el este de Europa, Asia Central y China. El holotipo de la especie fue descrita en los bosques del parque nacional Tulugou, condado de Yongdeng, provincia de Gansu.

## Descripción
Es una polilla pequeña con una envergadura de 16 a 22 milímetros (0,6 a 0,9 plg) con alas angostas, triangulares en punta y en forma de lanza, de ahí su nombre (deriva del latín lancea = lanza). El color básico de todas las alas es predominantemente marrón rojizo claro o marrón amarillento con su sección basal un poco más oscura. En sus alas tiene escamas marginales, también llamados flecos, que son largos. Sus marcas sinusoidales a nivel del ala hace que tenga gran similitud con otra polilla del paleártico, E. sinuosaria, pero en general menos rojizo. El punto discal es de color marrón oscuro, no muy grande y de forma alargada. Las líneas transverales son notorias, todas sinusoides, con un patrón de anillo semicircular oscuro, comenzando y terminando en el borde delantero del ala. Debido a esta característica típica, las mariposas son difíciles de confundir con otras especies del género. La línea posmediana suele estar bastante marcada de negro, especialmente hacia la costa. La línea posmedial es discernible, sinusoide, haciéndose recta hacia el margen del ala. El ala trasera es más ovoide, bastante bien marcada, especialmente debajo, donde la posmediana está doblada rectangularmente en el tercer radial.
Es una polilla fácil de distinguir de otras especies por su peculiar forma de las alas y sus marcas, así como sus peculiares antenas bipectinadas. Su morfología genital le relaciona de manera cercana al grupo de especies Eupithecia interruptofasciata. Tiene relación con las especies asiáticas de los grupos E. lariciata, la única especie Europea con tales similitudes. Ha sido presentada al menos una vez como la especie tipo de un grupo de especies con su nombre, E. lariciata, todas especies asiáticas.

### Larvas
Las orugas adultas son muy delgadas, de color ocre o marrón, con líneas dorsales y dorsales secundarias oscuras, una raya longitudinal clara y un borde lateral de color marrón rojizo claro o blanco amarillento. En la válvula anal se destaca una mancha oscura con un borde claro. 
Las orugas de la especie se alimentan de Picea abies, Juniperus communis y Larix decidua. Las larvas se pueden encontrar en junio. Las larvas pueden causar defoliación e interrumpir la floración de las plantas del que se alimenta. La gravedad del daño depende de la densidad de la población vegetal. Estos efectos pueden afectar la salud de las plantas y la productividad agrícola. 
Pasa el invierno como pupa. Las manchas negras de la pupa a nivel de los ojos sobresalen, de color marrón amarillento. El abdomen es de color marrón rojizo y muy brillante.
El huevo es ovalado, de color blanco amarillento. Muestra depresiones en la escultura de la cáscara, que están enmarcadas por elevaciones serpenteantes.

## Ciclo de vida

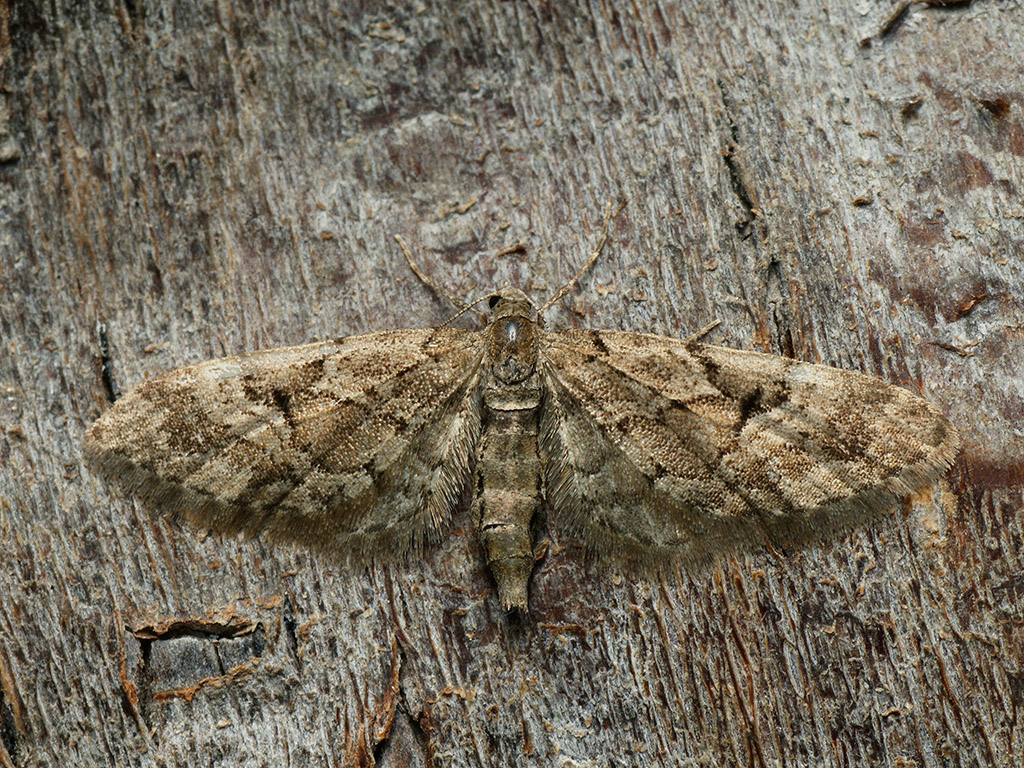
Ejemplar cercano al pueblo de Pestovo, distrito de Odintsovsky.

Suelen ser especie univoltina, es decir, de una sola cría. Las mariposas están activas al anochecer y durante la noche. Vuelan principalmente de marzo a mayo o mediados de junio, lo que las convierte en una especie de polilla de vuelo muy temprano. También se les observó visitando sauces llorones. Aparecen en ambos sexos en fuentes de luz artificial. Las orugas viven de mayo a junio y se alimentan preferentemente de las agujas de las píceas (Picea abies). Las mariposas hembras ponen sus huevos individualmente, generalmente en agujas viejas cerca de brotes recién formados. 
Los huevos se ponen principalmente en flores jóvenes. La pupación suele tener lugar a lo largo del mes de octubre, normalmente en un capullo en el suelo o, más raramente, en la cápsula del fruto. La oruga vive dentro o sobre las flores y frutos, y a principios de otoño se alimenta también de las semillas en las cápsulas perforadas, incluso en plantas completamente muertas a finales de septiembre o principios de octubre, especialmente si han sido humedecidas por la lluvia o el rocío.

## Distribución
Eupithecia lanceata se distribuye en gran parte de la región Paleártica, excepto en el extremo sur, y en el norte de Asia. Se encuentra en Europa Occidental y central y tan al este como el sur de Siberia desde el sur de Krai de Krasnoyarsk y los montes Altái hasta Transbaikalia y Priamurje a lo largo del río Amur. Está ausente en la región mediterránea. En los Alpes todavía se puede encontrar a una altitud de hasta 1400 metros (4593,2 pies). Es una especie muy abundante en Alemania y Dinamarca, pero muy rara en los Países Bajos y Bélgica. En Noruega, se ha encontrado en el este y el sur del país, y bien descritas en Hordaland y el sur de Trøndelag. El hábitat es el bosque de coníferas y bosques mixtos. Tiene distribución extensa en la provincia china de Gansu.
Las polillas de esta especie se han descrito a altitudes que van desde el nivel del mar hasta 2300 metros (7545,9 pies) en la provincia China de Gansu. E. lanceata puede verse amenazada localmente por el corte de bordes de caminos y senderos forestales en época de larvas y por una forestación densa.